# Get Ready (nummer)
Get Ready is een hitsingle van de Amerikaanse Motownband The Temptations uit het begin van 1966. Het nummer werd geschreven door Smokey Robinson, bekend van The Miracles, een andere Motownband.
Get Ready was de laatste single die Robinson voor de groep zou produceren en schrijven, omdat de directeur van Motown, Berry Gordy, producer Norman Whitfield had beloofd dat zijn single voor de groep Ain't Too Proud to Beg uitgebracht zou worden als Get Ready niet aan de verwachtingen zou voldoen. Dit deed Get Ready met een teleurstellende 29e plek op poplijst dan ook niet. Wel behaalde het de #1 positie op de R&B-lijst en was het een van de weinige singles van The Temptations die het beter deden in het Verenigd Koninkrijk dan in de Verenigde Staten. Toen Ain't Too Proud to Beg de dertiende plaats op de poplijst haalde en zijn opvolger Beauty Is Only Skin Deep zelfs de derde plaats, werd Whitfield de nieuwe producer voor The Temptations.
Get Ready is een dansnummer gebaseerd op een destijds nieuwe dans, The Duck. Het onderwerp van het nummer is dat de geliefde van de verteller, leadzanger Eddie Kendricks in dit geval, zich klaar moet maken, omdat hij er aan komt met een trouwe liefde.
Het nummer in kwestie werd vele malen gecoverd. De meest succesvolle was de versie van Rare Earth. Hun cover deed het zelfs veel beter dan het origineel met een #4 notering op de poplijst. Hoewel de band wist dat ze met Get Ready een potentiële hit te pakken hadden, besloot Motown eerst Generation, Light Up the Sky uit te brengen. Toen dit geen succes bleek te zijn werd Get Ready alsnog uitgebracht en dat was een schot in de roos. De albumversie van Get Ready duurt trouwens 21:06 minuten, maar de singleversie werd ingekort tot 2:48 minuten.
Naast Rare Earth hebben ook PWL en de schrijver van het nummer zelf, Smokey Robinson, het nummer gecoverd. De B-kant van de single, Fading Away, werd later gecoverd door Bobby Taylor & The Vancouvers.

## Bezetting Temptations
- Lead: Eddie Kendricks
- Achtergrond: Melvin Franklin, Paul Williams, Otis Williams en David Ruffin
- Instrumentatie: The Funk Brothers met onder andere Benny Benjamin op drums en James Jamerson op basgitaar
- Schrijver: Smokey Robinson
- Productie: Smokey Robinson

## Bezetting Rare Earth
- Lead: Pete Rivera
- Achtergrond: Gil Bridges en Rod Richards
- Instrumentatie: Pete Rivera op drums, Gil Bridges op saxofoon, Rod Richards op gitaar, John Parrish op basgitaar en Kenny James op keyboards

## NPO Radio 2 Top 2000
| Nummer met noteringen in de NPO Radio 2 Top 2000 | '99 | '00 | '01 | '02 | '03 | '04 | '05 | '06 | '07 | '08 | '09 | '10 | '11 | '12 | '13 | '14 | '15  | '16  | '17  | '18  | '19  | '20  | '21  |
| ------------------------------------------------ | --- | --- | --- | --- | --- | --- | --- | --- | --- | --- | --- | --- | --- | --- | --- | --- | ---- | ---- | ---- | ---- | ---- | ---- | ---- |
| Get Ready (Rare Earth)                           | 595 | 567 | 876 | 476 | 347 | 622 | 611 | 757 | 907 | 640 | 826 | 816 | 813 | 983 | 927 | 870 | 1073 | 1272 | 1426 | 1657 | 1597 | 1721 | 1897 |

1. ↑  Een vetgedrukt getal geeft de hoogste notering aan.
2. ↑  Deze tabel is bijgewerkt tot en met de laatste editie (2024).